# Хопштедтен
Хопштедтен (нем. Hoppstädten) — община в Германии, в земле Рейнланд-Пфальц. 
Входит в состав района Кузель. Подчиняется управлению Лаутереккен.  Население составляет 313 человек (на 31 декабря 2010 года). Занимает площадь 6,24 км².